# Lino Červar
Lino Červar (født 22. september 1950 i Delići, Jugoslavien) er en kroatisk-makedonsk håndboldtræner, der er landstræner for det Kroatiske landshold. Han har været træner for bl.a Italien, RK Zagreb, Makedonien og selvsamme Kroatien.
Netop Kroatien stod han i en årrække, frem til 2010, i spidsen for Kroatiens herrelandshold, som han fejrede mange triumfer med. Udover arbejdet med håndbold var han også aktiv i politik, og har tidligere været medlem af det kroatiske parlament.

## Resultater
Červar overtog ansvaret for det kroatiske landshold i 2002 og allerede året efter vandt holdet guld ved VM i Portugal. Året efter førte han holdet til OL-guld i Athen. Udover guldmedaljerne er det også blevet til sølvmedaljer, blandt andet ved EM i Norge 2008, hvor han huskes for sin bortvisning i finalen mod Danmark. I 2010 trak han sig tilbage til posten, der blev overtaget af assistenten Slavko Goluža.